# Le Bain (Serebriakova)
Pour les articles homonymes, voir Bain.
Le Bain est un tableau de la peintre russe Zinaïda Serebriakova (1884—1967), réalisé en 1913. Il appartient à la collection du musée russe de Saint-Pétersbourg (inventaire no Ж-1907). Les dimensions du tableau sont de 135 × 174 cm. Il est parfois appelé Dans le bain. Cette toile est la première toile de grandes dimensions de Serebriakova. Elle renvoie à une série d'autres tableaux tels que l'autoportrait À ma toilette-autoportrait (1909, Galerie Tretiakov) et encore à La Moisson (1915, Musée des beaux arts d'Odessa) et à la Toile blanche (1917, Galerie Tretiakov).
Zinaïde Serebriakova a réalisé son tableau Le Bain durant les années 1912-1913, principalement à Saint-Pétersbourg, dans son atelier situé sur l'île Vassilievski,. Elle a terminé en octobre 1913. Puis elle l'a présenté à l'exposition Mir iskousstva, qui se déroule à Moscou et Saint-Pétersbourg en novembre et décembre 1913,.
Le critique d'art Sergueï Ernst considère que son tableau Le Bain « réalise entièrement le rêve de Serebriakova d'harmonie dans la peinture ». Il remarque que dans cette réalisation « il lui a été donné de ressentir et de transmettre une parfaite expression de la féminité, grâce à son dessin, si doux et si simple ». Selon la critique d'art Valentina Kniazeva, ce tableau « est la création d'une image sublime, monumentale, et que c'est là que se trouve finalement l'originalité de son interprétation d'un thème de la vie à la campagne ».

## Histoire
Zinaïda Serebriakova , lorsqu'elle réalise ce tableau Le Bain en 1912—1913, vit à Tsarskoïe Selo, mais parfois aussi en Crimée, et encore dans le domaine familial de Neskoutchne, situé près de l'oblast de Kharkiv, Gouvernement de Koursk. Le 22 janvier 1912, alors qu'elle a déjà deux fils, elle donne naissance à une fille du nom de Tatiana, et le 28 juin 1913 à une seconde fille, Ekatherina . Elle passe une partie de son temps à Saint-Pétersbourg , dans son atelier de l'Île Vassilievski, et réalise le travail de base du tableau,.

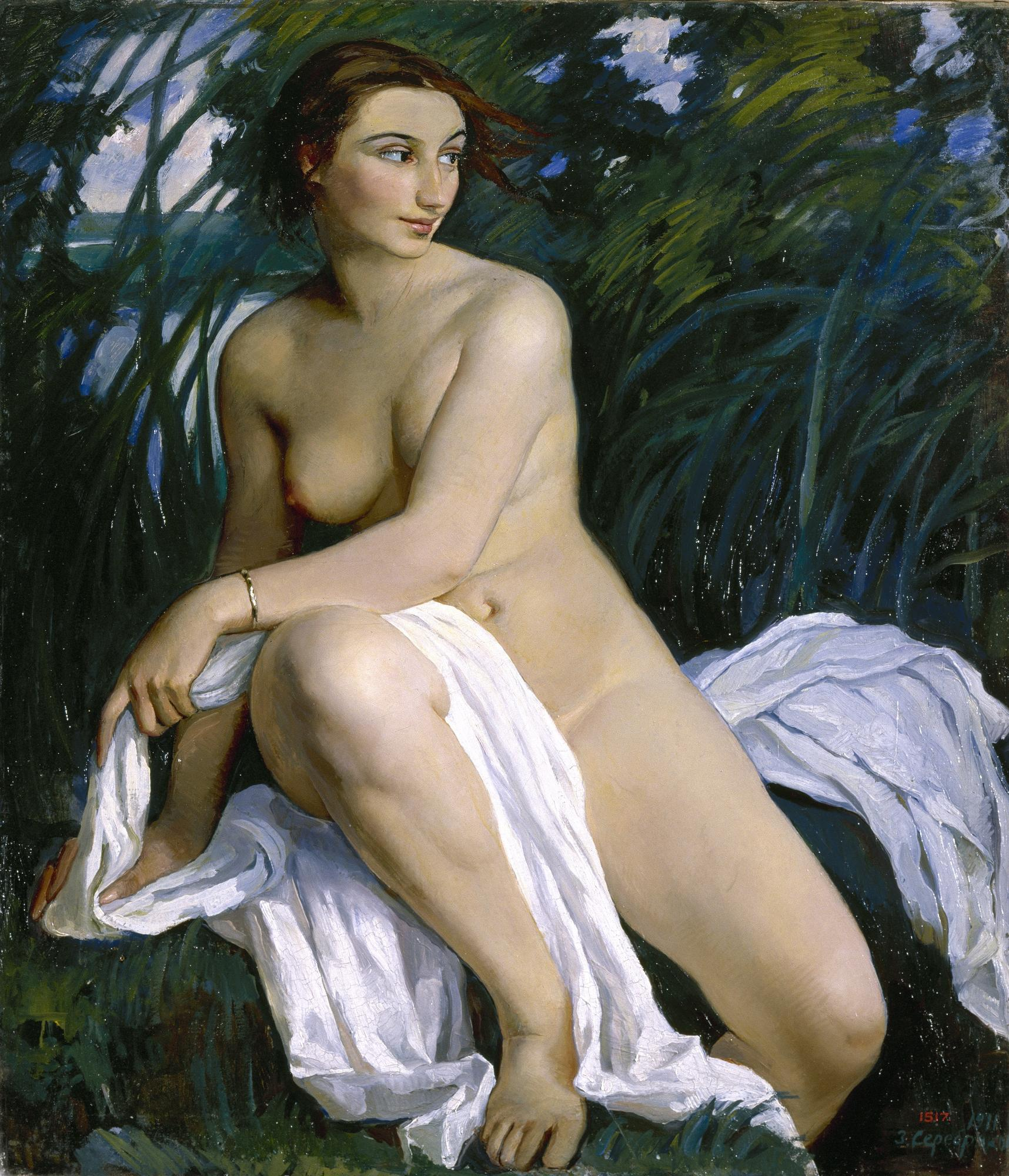
Serebriakova. La Baigneuse (1911, musée russe)

Plusieurs années plus tard, dans une lettre au critique d'art Alekseï Savinov du 14 juillet 1957, Serebriakova écrit : « Qu'est-ce qui m'a attiré vers le thème du bain et de manière plus générale vers la peinture de corps nus ? J'ai toujours été attirée par le nu et le sujet du bain n'est qu'un prétexte, et vous avez raisons sur ce point, que c'est simplement parce que ce sont des personnages bien humains, avec des corps sains et propres que je l'ai choisi, simplement : parce que c'est ainsi! »,. Le premier tableau de nu de Serebriakova est peint en 1911 et s'intitule La Baigneuse (huile sur toile, 98 × 89 см, Musée russe). Pour celui-là, c'est sa sœur Katia qui a posé, et elle lui ressemblait. C'est après cette toile qu'elle s'est passionnée pour la réalisation de sa toile représentant un bain russe.
L'artiste a créé de nombreuses esquisses, études, croquis, d'après nature pour son tableau Le Bain . Parmi ces études la plus connue se trouve au musée Russe. C'est une toile peinte à l'huile, 102 × 82,5 cm, (inventaire n° Ж-1909). L'étude montre six figures féminines, dont deux au premier plan, et quatre à l'arrière plan. Selon l'historienne d'art Valentina Kniazeva, « cette étude captive de la féminité et des images poétiques est un transfert vivant de la nature ». Kniazeva remarque en même temps le caractère de scène d'intérieur du tableau . Serebriakova a commencé à travailler à cette toile durant l'été 1912. Parfois on l'appelle la variante inachevée de son œuvre Le bain.
Le musée russe détient également un carton de Serebriakova, créé par elle pour son tableau le Bain . Dans ces croquis grandeur nature, réalisés au charbon sur carton, l'artiste tente de transmettre les différentes poses et mouvements des modèles. Elle accorde une attention particulière à la « modélisation des formes clair-obscures, à l'amélioration des proportions, à l'expression des lignes féminines les plus harmonieuses ».

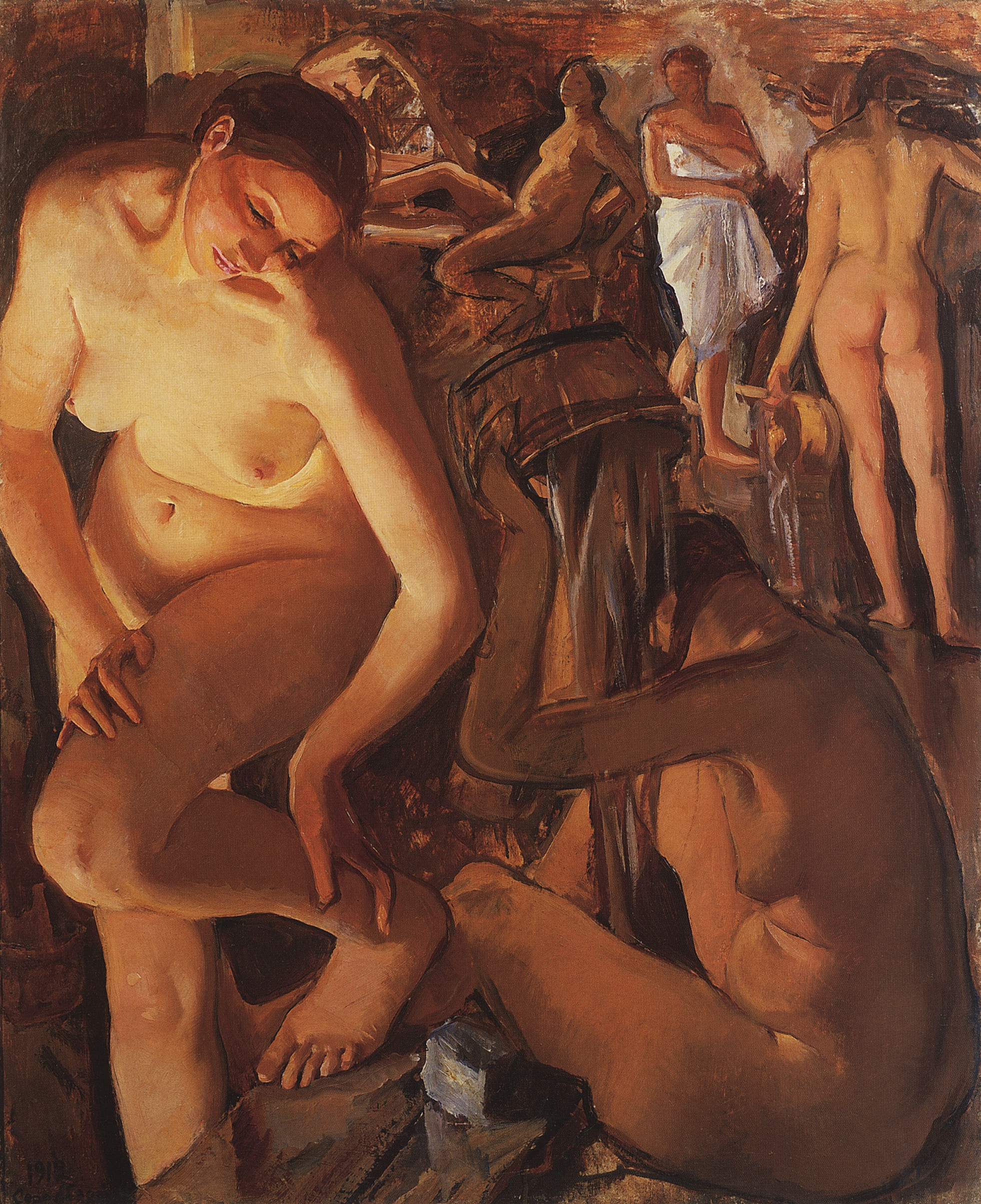
Serebriakova Le Bain (étude, 1912, Musée russe)

L'une des modèles de la seconde version du tableau Le Bain était Vassilissa Doudtchenko — une paysanne du village de Neskoutchnoe, qui a travaillé pendant plusieurs années comme cuisinière dans la famille Lanceray-Serebriakov ,. Dans ses mémoires, Vassilissa Doudtchenko écrit: « J'ai posé pour elle. Je suis au centre debout, penchée vers l'avant, mais mon visage est caché par la femme qui tient le sceau à l'avant-plan ». Les autres modèles ont été choisies parmi les filles qui servaient comme domestiques dans des familles voisines. Il semble que la plupart d'entre elles soient d'origine paysanne, ce qui signifie que pour elles, le bain au village était, selon Savinov « une étape essentielle
pour une approche du village et de ses habitants » .
Le travail sur la version principale du tableau « Le Bain » a été terminé à l'automne 1913. Puis la toile a été présentée à l'exposition de Mir iskousstva qui se déroule à Saint-Pétersbourg et à Moscou en novembre et décembre 2013,. Le tableau entre dans la collection du musée russe en 1937, après avoir appartenu au collectionneur Grigori Grinchtein.
Par la suite le tableau Le Bain a été exposé lors de différentes expositions parmi lesquelles celle de Zinaïda Serebriakova. Nus (octobre-novembre 2007), et à celle du néoclassicisme en Russie (octobre 2008 — janvier 2009), organisée au Corpus Benois du Musée russe. La toile Le Bain a été également exposée lors d'une rétrospective des travaux de Serebriakova en avril-juin 2017 à la Galerie Tretiakov (corpus des ingénieurs).

## Descriptions
Dans la première variante, Serebriakova utilisait un format de toile vertical. Dans la variante finale elle choisit un format horizontal. Onze jeunes femmes sont représentées sur la toile. Quand on les compare à celles de la première version, on constate que l'artiste adoucit les caractéristiques trop marquantes des modèles, elle allonge les proportions, relève les traits des visages. Dans le traitement des corps nus apparaît une certaine idéalisation liée au rêve de l'artiste au sujet de la beauté des femmes, « l'image de la paysanne russe est exaltée, et avec elle se synthétise l'étude de la nature et les traits idéaux recherchés ».

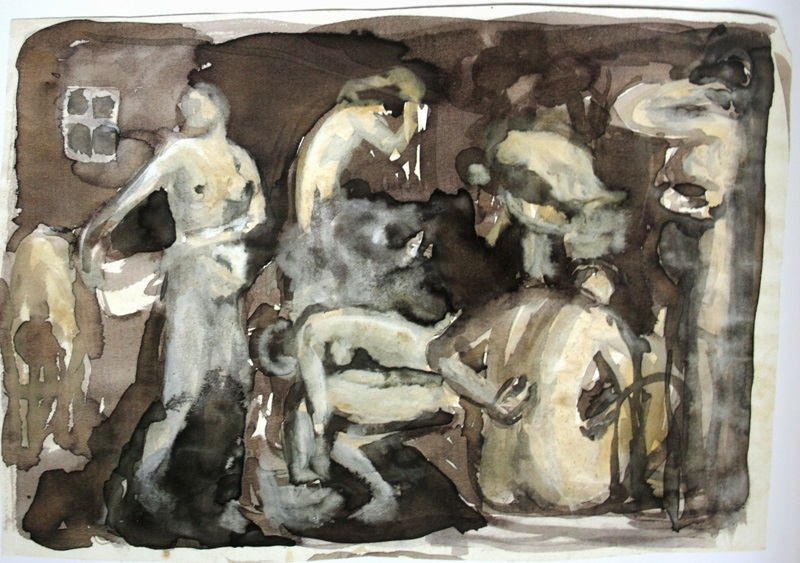
Serebriakova. Le Bain (esquisse, papier, aquarelle, céruse, 15.8 × 22.7 см, 1912—1913, Peterhof)

Serebriakova accorde une attention particulière à « la position respective et à la cohérence rythmique des corps féminins dont la plastique est étudiée à la perfection ». Les figures des différents modèles apparaissent dans des positions différentes chacune, et utilisent tout l'espace de la toile. Elles s'occupent des tâches habituelles : se laver, apporter de l'eau, verser l'eau des sceaux, se sécher les cheveux, s'asseoir sur les bancs. Certaines ne font rien et semblent plongées dans leur contemplation. Mais malgré le caractère quotidien de leur occupation il semble qu'elles accomplissent toutes un rituel solennel».
Les dimensions des figures diminuent vers l'arrière par rapport à l'avant et crée cette impression de profondeur spatiale.
Les figures centrales sont disposées selon un schéma de forme triangulaire qui permet d'éviter que l'une cache l'autre. Contrairement aux canons académiques, les bords de la scène sont coupés pour donner l'impression d'une vue fragmentaire et saisie rapidement par le spectateur. Cette technique est typique de la peinture du début du XXe siècle. Les femmes représentées au premier plan ont de belles et généreuses proportions. Elles sont bien éclairées et autant que possible proche du spectateur. Les autres femmes à l'arrière plan, au fond, sont représentées autrement, dans des poses où elles se lavent, font des gestes traditionnels des bains. Les personnages centraux semblent ne pas être impliqués dans l'action. C'est ce dont témoigne leur visage, au sourire mystérieux sur les lèvres, et leur regard à la fois distant et expressif.
Le critique d'art Alexeï Savinov, considère qu'en vérité l'objectif principal de Serebriakova n'était pas de transcrire la réalité avec précision. « Il n'y a pas de vapeur dans l'air, l'utilisation des bains du village de cette dimension ne se justifie pas, le corps des femmes nues reste sec malgré la présence de l'eau dans un bain ». Savinov considère que l'artiste prend prétexte de ce sujet pour pouvoir montrer des femmes dans différentes poses et attitudes.

## Critiques
L'historien d'art Sergueï Ernst est l'auteur de la première monographie sur Serebriakova. Ernst écrit que dans ce tableau Le Bain terminé en 1913 par Serebriakova, « le rêve de l'artiste sur la peinture en harmonie s'est pleinement réalisé ». En attestent « les coloris apaisés de la toile soutenus par une variété de tons roses et or de corps nus et basanés, dans une composition sans complications, forment un ensemble des figures calme et agréable ». Selon Ernst « il a été donné à l'artiste de ressentir et de transmettre l'expression de la féminité, ce qui est le vrai sujet simple et doux de la toile ».

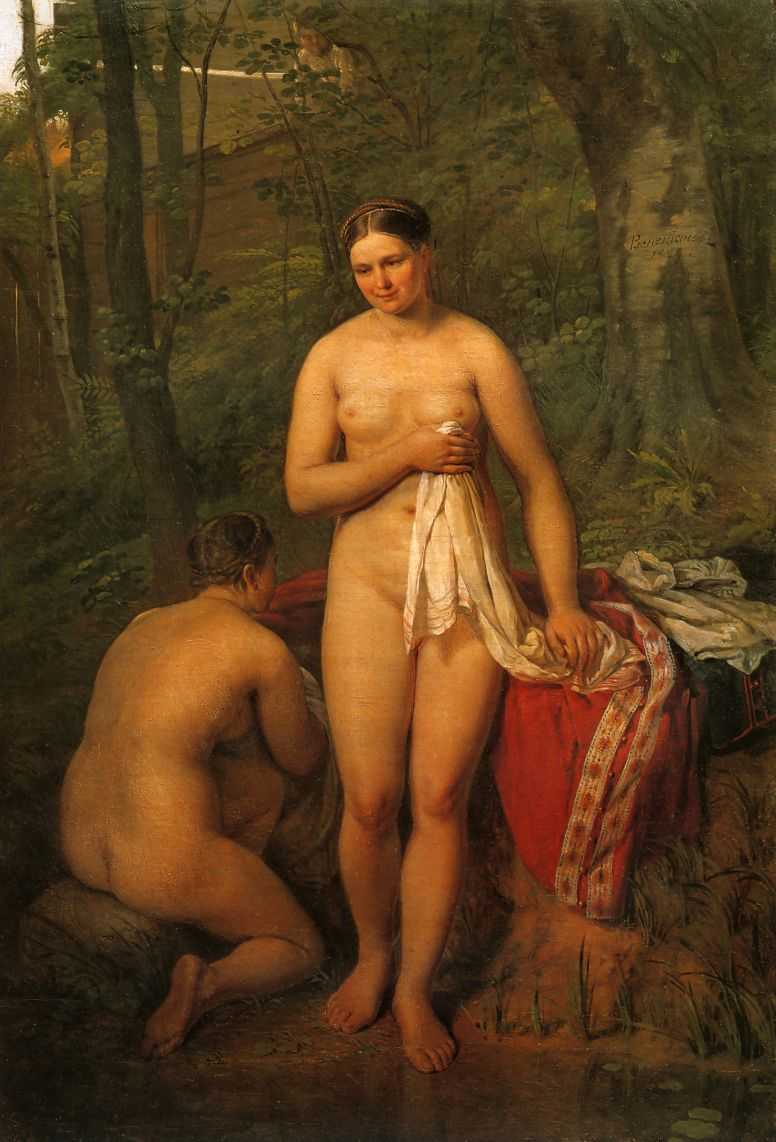
Alexeï Venetsianov. Les Baigneuses (toile,
huile, 52 × 36 см, 1829, Musée russe)

Le critique d'art Alexeï Savinov constate qu'au début du XXe siècle, dans l'art russe, le nu est fréquemment représenté, mais trop souvent soit pour séduire dans la vulgarité, soit inversement pour idéaliser à l'excès. Ce type de dilemme ne se pose pas à Serebriakova : « Les jeunes femmes de son tableau se sont formées le caractère dans le travail et les minauderies leur sont étrangères, leur nudité est saine et paisible ». Selon Savinov encore, leurs corps robustes et la lenteur de leurs mouvement crée un sentiment chaste de paix intérieure ; quant à leurs visages, aimables, aux nez camus et aux pommettes saillantes ils reflètent leur indépendance et leur modestie.

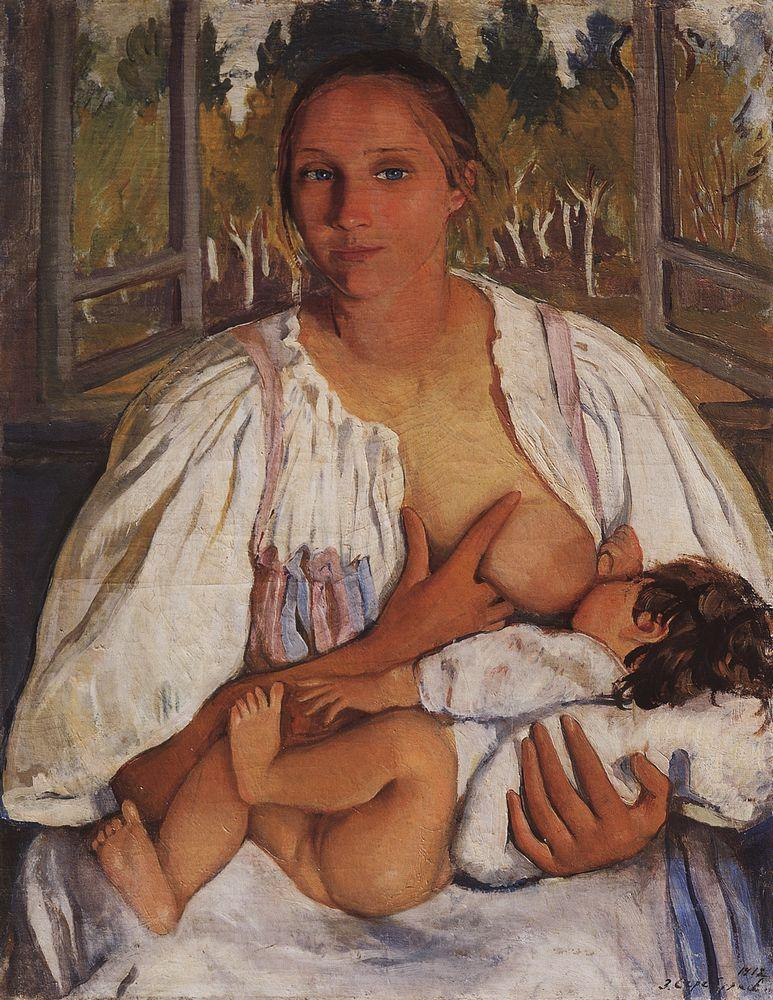
1912. Nourrice à l'enfant. Z. Serebriakova

Dans sa monographie sur l'art de Serebriakova, Valentina Kniazeva considère que dans Le Bain l'artiste « se rapproche de la création des images sublimes, proches du monumentalisme, qui est à l'origine le sens de son interprétation des thèmes paysans ». Kniazeva remarque que dans Le Bain apparaissent les procédés ancien de l'académisme mais également le style traditionnel de Alexeï Venetsianov, tel qu'il apparaît dans son tableau de 1829 Les Baigneuses . Savinov écrit que l'on peut remarquer un lien étroit entre Venetsianov et Serebriakova : « ils sont tous les deux liés entre eux dans leur expression de la beauté russe incarnée dans la jeune paysanne»
Dans un article consacré au centenaire de la naissance de Serebriakova, l'historienne d'art Alexandra Amchinskaïa écrit que dans ce tableau Le Bain : « la conscience de l'homme, de son corps, de sa nature physique passe par un rituel extrêmement important dans la vie paysanne russe. C'est de là que découle cette beauté chaste et la pureté spirituelle qui imprègne l'image du corps nu ».
Les figures féminines représentées sont immobiles et dans des positions conventionnelles et l'absence de mouvement donne l'impression d'une panneau mural monumental.